# سرنادیا
سرنادیا (اسپانیایی: Cernadilla‎) یک شهرداری در اسپانیا است که در استان سامورا، در منطقهٔ خودمختار کاستیا و لئون واقع شده است. این شهرداری بخشی از کومارکای سنتی لا کاربایدا محسوب می‌شود. بر پایهٔ آمار مؤسسهٔ ملی آمار اسپانیا در سال ۲۰۲۴، جمعیت آن ۱۱۰ نفر بوده است.

## تاریخچه
در قرون وسطی، سرنادیا به پادشاهی لئون ملحق شد؛ پادشاهان این سرزمین اقدام به بازسازی جمعیت در نواحی غربی سامورا کردند.
در دوران مدرن، سرنادیا بخشی از استان سرزمین‌های کُنت بناوِنتِه بود و در همین چارچوب، جزئی از حوزهٔ وصولی سانابریا محسوب می‌شد. وِنتا د سرنادیا که در مالکیت کنت‌های بناوِنتِه بود، نشانه‌ای از اختیارات قضایی و اداری کنت بر این ناحیه و ساکنان آن تا سدهٔ نوزدهم به‌شمار می‌آمد.
با این حال، در سال ۱۸۳۳ و هم‌زمان با سازمان‌دهی دوبارهٔ استان‌ها و تشکیل تقسیمات کنونی، سرنادیا به استان سامورا، در منطقهٔ لئون، ملحق شد. اندکی بعد، در سال ۱۸۳۴، این محل در ناحیهٔ قضایی پوبلا د سانابریا ادغام گردید. در همین دوره، پاسکوال مادوس اشاره می‌کند که در این مکان دو دار قالی‌بافی و دو آسیاب آبی فعال بودند؛ یکی بر روی رودخانهٔ دائمی ترا و دیگری، آسیاب زمستانی بر جویبار محلی.
در سال ۱۹۴۰، محدودهٔ کنونی شهرداری سرنادیا شکل گرفت؛ زمانی که شهرداری قدیمی والدمِریا در آن ادغام شد.
سرنادیا در ژوئیهٔ ۲۰۲۵ توجه بین‌المللی را به خود جلب کرد، هنگامی که دیگو ژوتا، فوتبالیست پرتغالی، به همراه برادرش آندره سیلوا در یک سانحهٔ رانندگی تک‌وسیله‌ای در بزرگراه ای-۵۲، در نزدیکی روستا، جان خود را از دست دادند.